# 桒畑笑莉奈
桒畑 笑莉奈（くわはた えりな、1995年6月14日 - ）は、元長崎国際テレビ (NIB) のアナウンサー。

## 来歴
宮崎県都城市出身。山口大学人文学部言語文化学科卒業。
大学を卒業後、2018年4月から2019年3月までNHK鳥取放送局の契約キャスターを務めていた。NHKとの契約の終了後、2019年4月に長崎国際テレビに入社。

## 担当番組

### NHK鳥取放送局
- ひるまえ直送便[3]

### 長崎国際テレビ
- NIB news every.
- news every.サタデー - ローカルパート
- NNNストレイトニュース - ローカルパート
- NIBニューススポット